# 악침
악침(樂綝, ? ~ 257년)은 중국 삼국 시대 위나라의 정치가이자 무장이다.

## 행적
아버지 악진(樂進)이 죽은 후 그 뒤를 이었다. 관직은 양주자사에 이르렀다. 과단성이 있고 강직하여 부친의 풍모가 있었다.
감로 2년 (257년), 제갈탄(諸葛誕)이 모반을 일으켰을 때, 먼저 양주로 나아가 악침을 습격하여 죽였다. 《위진세어》에서는 제갈탄이 사공이 되었을 때 제갈탄의 병사가 악침에게 붙게 되었으므로, 제갈탄은 악침이 꾀한 일이라고 여기고 수백 명을 이끌고 양주로 갔다. 양주 사람들은 문을 걸어잠갔으나 옛 제갈탄의 관리였으므로 제갈탄이 꾸짖자 바로 문을 열어주었다. 악침은 누대 위로 도망했으나 사로잡혀 참수당했다.
조서를 내려 이를 애도하고 애석히 여겼으며, 위위에 추증하고, 시호를 내려 민후(愍侯)라 하였다. 아들 악조가 뒤를 이었다.

## 《삼국지연의》의 악침
사마의(司馬懿)의 막하에서 2차 북벌 당시 장료(張遼)의 아들 장호(張虎)와 함께 각각 선봉과 부선봉이 되어 전선을 지켰다.
230년, 조진(曹眞)이 울화병으로 죽자 조진의 복수전을 위해 사마의의 부장으로 참전하여 제갈량(諸葛亮)과 진법으로 승부하였으나 장호, 대릉(戴陵)과 함께 제갈량의 포로가 되었고 무기와 갑옷을 모조리 빼앗겨 풀려났다.
234년, 장호와 함께 위수(渭水)를 지키며, 촉한(蜀漢)의 장수 오의(吳懿)와 오반(吳班)을 격파하여 오반을 죽였다.
제110회에도 등장하여 257년에 사서에서와 유사하게 제갈탄에게 죽임을 당한다.

## 친척 관계
- 악진 (아버지)
  - 악침
    - 악조(樂肇) (아들)